# 青年水库 (密山)
青年水库位于中国黑龙江省密山市密山镇以北13千米处的裴德河中下游，是以防洪为主，兼有灌溉、发电、供水、养殖等功能的大（二）型水库。大坝下方有这个东北地区最大的书法碑林——北大荒书法碑林。多年调节总库容4.01亿立方米，兴利库容1.84亿立方米。设计灌溉面积2.5万公顷，其中水田8264公顷。大坝有3个发电洞、1个灌溉洞。溢洪道位于大坝东侧，最大泻量850立方米/秒。南北2条放水渠道。百年一遇设计，千年一遇校核。
水库1958年5月4日由铁道兵农垦局建设动工，1961年大坝合拢。1963年移交黑龙江省水利厅。1966年移交密山县。1973年、2000年两次除险加固。发电站1982年建成。
2009年被水利部列为第九批国家水利风景区之一。